# 大豐路 (高雄市)
大豐路（Dafong Rd.）為高雄市三民區東邊的主要道路，本道路呈順時鐘環狀走向，共分成二個部分。起端於大福街261巷銜接大福街，末端為大順二路。

## 行經行政區域
- 三民區

## 分段
大豐路共分成二個部分，呈順時環狀走向：
- 大豐一路：西起於大福街261巷銜接大福街，南於建工路口接大豐二路。
- 大豐二路：北於建工路口接大豐一路，西止於大順二路口。

## 沿線設施
- 大豐一路
  - 莊敬迷宮公園(480巷12弄內)
  - 本館兒童遊戲場(335巷內)
- 大豐二路
  - 育英醫專(門牌設於大昌二路420巷15號)
  - 高雄市立正興國小 （页面存档备份，存于）(20號)

## 公車資訊
- 大豐一路
  - 港都客運
    - 53 建軍站－果菜市場－高雄火車站

  - 漢程客運
    - 76 金獅湖站－歷史博物館
- 大豐二路
  - 東南客運
    - 37 前鎮站－育英醫專

  - 港都客運
    - 53 建軍站－果菜市場－高雄火車站
    - 81 瑞豐站－育英醫專

  - 漢程客運
    - 76 金獅湖站－歷史博物館

  - 南台灣客運
    - 紅29 捷運後驛站－陽明國小

## 公共自行車
- 高雄市公共自行車租賃系統：
  - 大豐大裕路202巷口：大豐一路/大裕路202巷(西北側)
  - 正興國小：寶興路/大豐二路口西南側
  - 大豐大豐二路19巷口：大豐二路19巷(南側)